# العلاقات الدومينيكانية الجورجية
العلاقات الدومينيكانية الجورجية هي العلاقات الثنائية التي تجمع بين جمهورية الدومينيكان وجورجيا.

## مقارنة بين البلدين
هذه مقارنة عامة ومرجعية للدولتين:
| وجه المقارنة                                              | جمهورية الدومينيكان | جورجيا                          |
| --------------------------------------------------------- | ------------------- | ------------------------------- |
| المساحة (كم2)                                             | 48.67 ألف           | 69.70 ألف                       |
| عدد السكان (نسمة)                                         | 10.40 مليون         | 3.72 مليون                      |
| الكثافة السكانية (ن./كم²)                                 | 213.68              | 53.37                           |
| العاصمة                                                   | سانتو دومينغو       | تبليسي، كوتايسي                 |
| اللغة الرسمية                                             | اللغة الإسبانية     | اللغة الجورجية، اللغة الأبخازية |
| العملة                                                    | بيزو دومنيكاني      | لاري جورجي                      |
| الناتج المحلي الإجمالي (بليون دولار)                      | 75.93 مليار         | 15.16 مليار                     |
| الناتج المحلي الإجمالي (تعادل القوة الشرائية) بليون دولار | 149.89 مليار        | 35.68 مليار                     |
| الناتج المحلي الإجمالي الاسمي للفرد دولار أمريكي          | 6.47 ألف            | 3.79 ألف                        |
| الناتج المحلي الإجمالي للفرد دولار أمريكي                 | 13.26 ألف           |                                 |
| مؤشر التنمية البشرية                                      | 0.715               | 0.754                           |
| رمز المكالمات الدولي                                      | +1809، +1829، +1849 | +995                            |
| رمز الإنترنت                                              | .do                 | .ge، .გე ‏                       |
| المنطقة الزمنية                                           | 00                  | ت ع م+04:00                     |

## منظمات دولية مشتركة
يشترك البلدان في عضوية مجموعة من المنظمات الدولية، منها:
| علم المنظمة | اسم المنظمة                   | تاريخ انضمام جمهورية الدومينيكان | تاريخ انضمام جورجيا |
| ----------- | ----------------------------- | -------------------------------- | ------------------- |
|             | يونسكو                        | 4 نوفمبر 1946                    | 7 أكتوبر 1992       |
|             | مؤسسة التمويل الدولية         | 31 أكتوبر 1961                   | 29 يونيو 1995       |
|             | مؤسسة التنمية الدولية         | 16 نوفمبر 1962                   | 31 أغسطس 1993       |
|             | منظمة التجارة العالمية        | ?                                | 14 يونيو 2000       |
|             | الاتحاد البريدي العالمي       | ?                                | ?                   |
|             | الأمم المتحدة                 | 24 أكتوبر 1945                   | 31 يوليو 1992       |
|             | البنك الدولي للإنشاء والتعمير | 18 سبتمبر 1961                   | 7 أغسطس 1992        |
|             | المنظمة الهيدروغرافية الدولية | ?                                | ?                   |

## وصلات خارجية
- موقع وزارة الخارجية الجورجية